# یک بار در زندگی
یک بار در زندگی (انگلیسی: Once in a Lifetime) نمایشنامه است اثرِ مشترک ماس هارت و جرج اس. کافمن و نخستین نمایشنامه از میان هشت اثر که این دو با همکاری هم در دههٔ ۱۹۳۰ میلادی نگاشتند.
این کمدی نگاهی طنزآمیز دارد به اثراتی که فیلم‌های صدادار بر روی صنعت سرگرمی گذاشته‌اند.
این نمایشنامه نخستین بار در در ۲۴ سپتامبر ۱۹۳۰ با کارگردانی جرج اس. کافمن در تئاتر میوزیک باکس به روی صحنه رفت و ۴۰۶ بار اجرا شد. بازیگران اصلی شامل جین دیکسون، اسپرینگ باینگتون، هیو اوکانل، جنت کیوری، سالی فیلیپس و چارلز هالتون بودند.
در انگلستان، این نمایش با کارگردانی ترور نان در تئاتر آلدویچ لندن، با بازی دیوید سوشی، ریچارد گریفیتس، زوئی وانامیکر، ایان چارلسون، جولیت استیونسون، دیوید بردلی، جیلیان لین به روی صحنه رفت و ترور نان بابت کارگردانی‌اش نامزد دریافت جایزه لارنس الیویه شد.